# Сульфид алюминия
Сульфид алюминия — сложное неорганическое вещество с химической формулой Al2S3.

## Описание
Сульфид алюминия — бескислородная соль белого цвета. Плавится без разложения под избыточным давлением азота, легко возгоняется. Окисляется на воздухе при прокаливании. Полностью гидролизуется водой, поэтому не может быть получен обменными реакциями в водных растворах. Разлагается сильными кислотами. Применяется как твёрдый источник чистого сероводорода.
Является кристаллическим полупроводником с гексагональной сингонией и шириной запрещённой зоны равной 4,1 эВ.

## Получение
Взаимодействие алюминия с расплавленной серой в отсутствие кислорода и влаги:
{\displaystyle {\mathsf {2Al+\ 3S\longrightarrow \ Al_{2}S_{3}}}}

## Химические свойства
1. Взаимодействие с водой:
{\displaystyle {\mathsf {Al_{2}S_{3}+\ 6H_{2}O\longrightarrow \ 2Al(OH)_{3}+\ 3H_{2}S\uparrow }}}
2. Взаимодействие с разбавленной HCl:
{\displaystyle {\mathsf {Al_{2}S_{3}+\ 6HCl\longrightarrow \ 2AlCl_{3}+\ 3H_{2}S\uparrow }}}
3. Взаимодействие с кислородом в воздухе (700—800 °C):
{\displaystyle {\mathsf {2Al_{2}S_{3}+\ 9O_{2}\longrightarrow \ 2Al_{2}O_{3}+\ 6SO_{2}\uparrow }}}

Возгорается при температуре 1550 °C